# Krzysztof Wesołowski
Krzysztof Wesołowski (ur. 9 grudnia 1956 w Wałbrzychu) – polski lekkoatleta długodystansowiec, zawodnik Górnika Wałbrzych i Śląska Wrocław, specjalizujący się w biegach z przeszkodami.

## Osiągnięcia
W połowie lat 80. XX w. należał, obok Bogusława Mamińskiego, do ścisłej czołówki światowej w tej specjalności. Olimpijczyk z Moskwy (1980). 28 czerwca 1984 ustanowił w Oslo rekord świata w biegu na 2000 m z przeszkodami – 5:20.00, wynik ten jest do dziś rekordem Polski. 
Dwukrotny mistrz Polski w biegu na 3000 m z przeszkodami (1981, 1983), mistrz Polski w biegu przełajowym (1978), halowy mistrz Polski w biegu na 3000 m (1987). W rankingu Track & Field News sklasyfikowany na 7. miejscu w 1984 i 6. w 1985 r.

## Rekordy życiowe
- bieg na 2000 metrów z przeszkodami – 5:20,00 (28 czerwca 1984, Oslo), rekord Polski
- bieg na 3000 metrów – 7:53,16 s. (20 maja 1984, Zabrze) – 16. wynik w historii polskiej lekkoatletyki[1]
- bieg na 3000 metrów z przeszkodami – 8:11,04 s. (30 sierpnia 1985, Bruksela) – 3. wynik w historii polskiej lekkoatletyki[1]